# Joliane Melançon
Joliane L. Melançon, född den 22 mars 1986 i Blainville, Québec är en kanadensisk idrottskvinna med framgångar inom judo. Hon vann en bronsmedalj vid de panamerikanska mästerskapen 2009 och 2010. 

## Biografi
Joliane föddes och växte upp i Blainville som är en förort till Montréal. Hon började med judo när hon var åtta år.. Hennes nuvarande tränare är Denis Mechin. Hon studerar också vid UQAM.

## Placeringar
| 2009 | Pan American Judo Championships | 3:a | Lättvikt (- 57 kg) |
| 2009 | World Judo Championships        | AC  | Lättvikt (- 57 kg) |
| 2010 | Pan American Judo Championships | 3:a | Lättvikt (- 57 kg) |